# Jacques Prévert
Jacques Prévert (uttal: [pre'vɛ:r]), född 4 februari 1900 i Neuilly-sur-Seine utanför Paris, död 11 april 1977 i Omonville-la-Petite, Manche, var en fransk poet. Han var även framstående som författare av filmmanus, bland annat till regissörer som Marcel Carné och Paul Grimault.

## Verksamhet
Jacques Prévert anslöt sig till surrealismen redan 1925 och deltog i många av surrealistgruppens aktiviteter ända fram till 1929. Han var till exempel med i de flesta av surrealisternas samtal om sex under våren 1928. De två första av dessa samtal ägde rum i surrealismens högborg på rue du Château 54 i Montparnasse, där Prévert var inkvarterad tillsammans med Yves Tanguy och Raymond Queneau i den blivande skådespelaren och manusförfattaren Marcel Duhamels (1900–1977) lägenhet. Dessa två första samtal publicerades för övrigt i tidskriften La Révolution surréaliste n° 11 i mars 1928.
Prévert publicerade dock inga litterära texter under dessa år. Dikten Tentative de description d'un dîner de têtes à Paris-France, som trycktes första gången 1931 i tidskriften Commerce, betraktas emellertid inom surrealismen som en av hans stora viktiga texter. Den togs också med av André Breton i hans antologi om svart humor, Anthologie de l'humour noir (1940). Dikten skulle senare, efter krigsslutet, inleda Préverts debutdiktsamling Paroles (1945). I sitt korta förord till den svenska urvalsvolymen Behagliga och obehagliga dikter förklarar Arne Häggqvist varför just denna dikt – eller mästerverk som han säger – inte är med. "Här, som ofta annars, uppträder Prévert som en stilekvilibrist och ordlekare vilkens konster och konst i varje fall inte jag förmår återge med svenska ord." 
Hela diktsamlingen Paroles blev en viktig inspirationskälla för en ung generation och en av seklets mest sålda diktböcker i Frankrike. Kanske beror det på att hans infallsrika bildspråk och ordval förenar satir, humor och ömhet. Det svenska urvalet innehåller också dikter från Histoires et d'autres histoires, Spectacle och La Pluie et le beau temps. Många av Préverts dikter har tonsatts.
Prévert har även uppmärksammats som filmmanusförfattare, bland annat till Marcel Carnés filmer Dagen gryr (1939) och Paradisets barn (1945). Paradisets barn nominerades till en Oscar för bästa originalmanus vid prisceremonin 1946. Prévert publicerade även manuset i bokform så småningom. Paul Grimaults animerade långfilm Fågeln och tyrannen är gjord efter ett Prévert-manus, som i sin tur är hämtat från en saga av H.C. Andersen.

### Diktsamlingar
- Paroles (1945)
- Histoires et d'autres histoires (1946)
- Les Enfants qui s'aiment (1947)
- Spectacle (1951)
- Grand bal du printemps (1951)
- La Pluie et le beau temps (1955)
- Lumières d’homme (1955)
- Fatras (1966)
- Imaginaires (1970)
- Choses et autres (1972)
- Soleil de nuit, postum (1980)
- La Cinquième saison, postum (1984)
- Œuvres complètes, två band (Bibliothèque de la Pléiade,1992–1996)

### Svenska översättningar
- Ord (urval och tolkningar av Arne Häggqvist, Wahlström & Widstrand, 1952)
- Bim, den lilla åsnan (Bim, le petit âne) (idé och bilder: Albert Lamorisse, text: Jacques Prévert, Rabén & Sjögren, 1954)
- Behagliga och obehagliga dikter (tolkningar av Arne Häggqvist, Cavefors, 1960; 1969)
- Paris i färg (med inledande text av Jacques Prévert och 112 färgbilder av Peter Cornelius, översättning Mario Grut, 1962)
- Paradisets barn: en film av Marcel Carné (Les enfants du paradis) (översättning av Maria Björkman, Grate, 2012)

## Eftermäle
Asteroiden 18624 Prévert är uppkallad efter honom.